# Oenothera hoelscheri
Oenothera hoelscheri är en dunörtsväxtart som beskrevs av Otto Renner och Rostanski. Oenothera hoelscheri ingår i släktet nattljussläktet, och familjen dunörtsväxter. Utöver nominatformen finns också underarten O. h. rubricalyx.